# Hypostomus

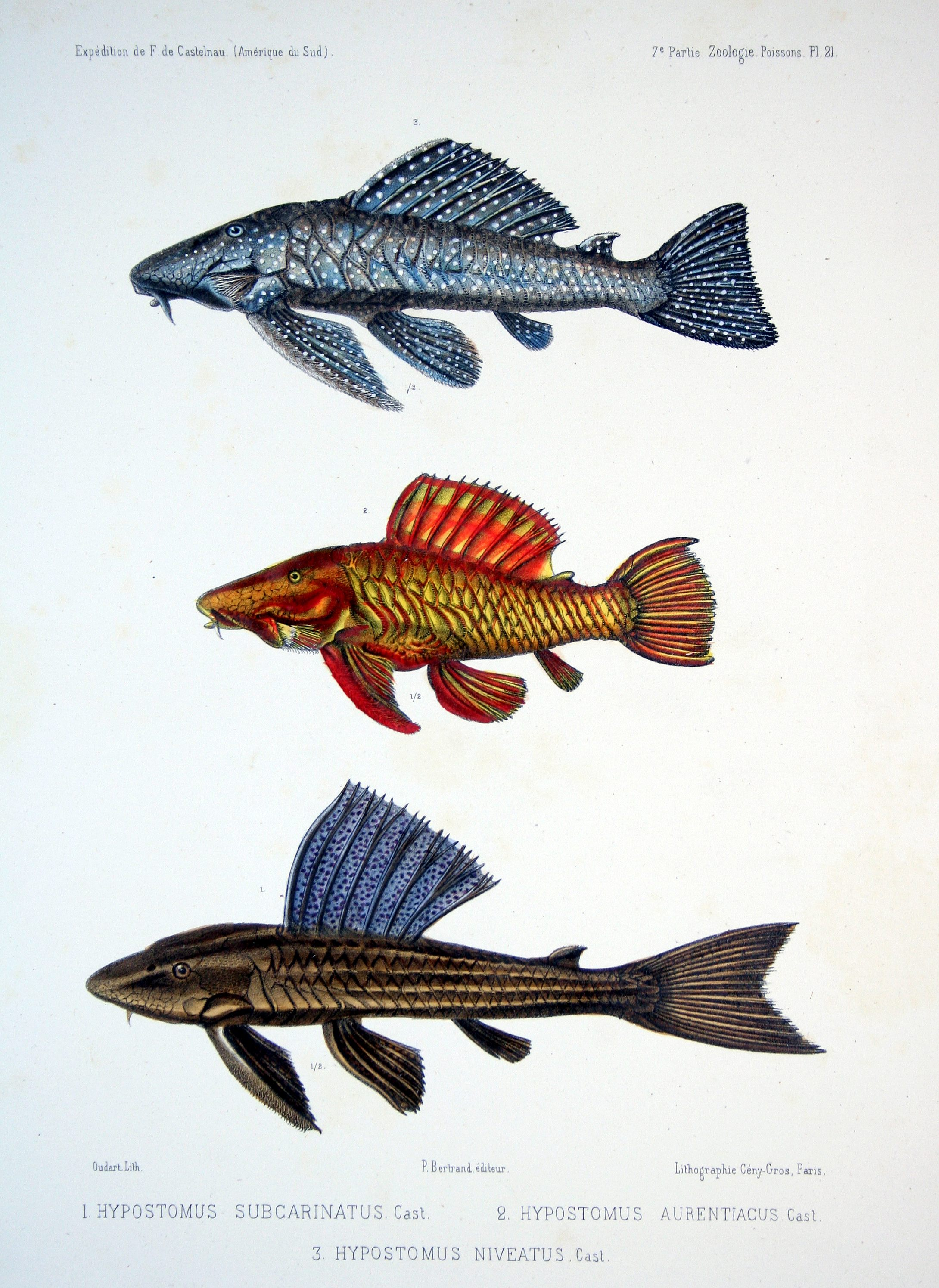
De dalt a baix: Hypostomus subcarinatus, Hypostomus aurentiacus i Hypostomus niveatus.

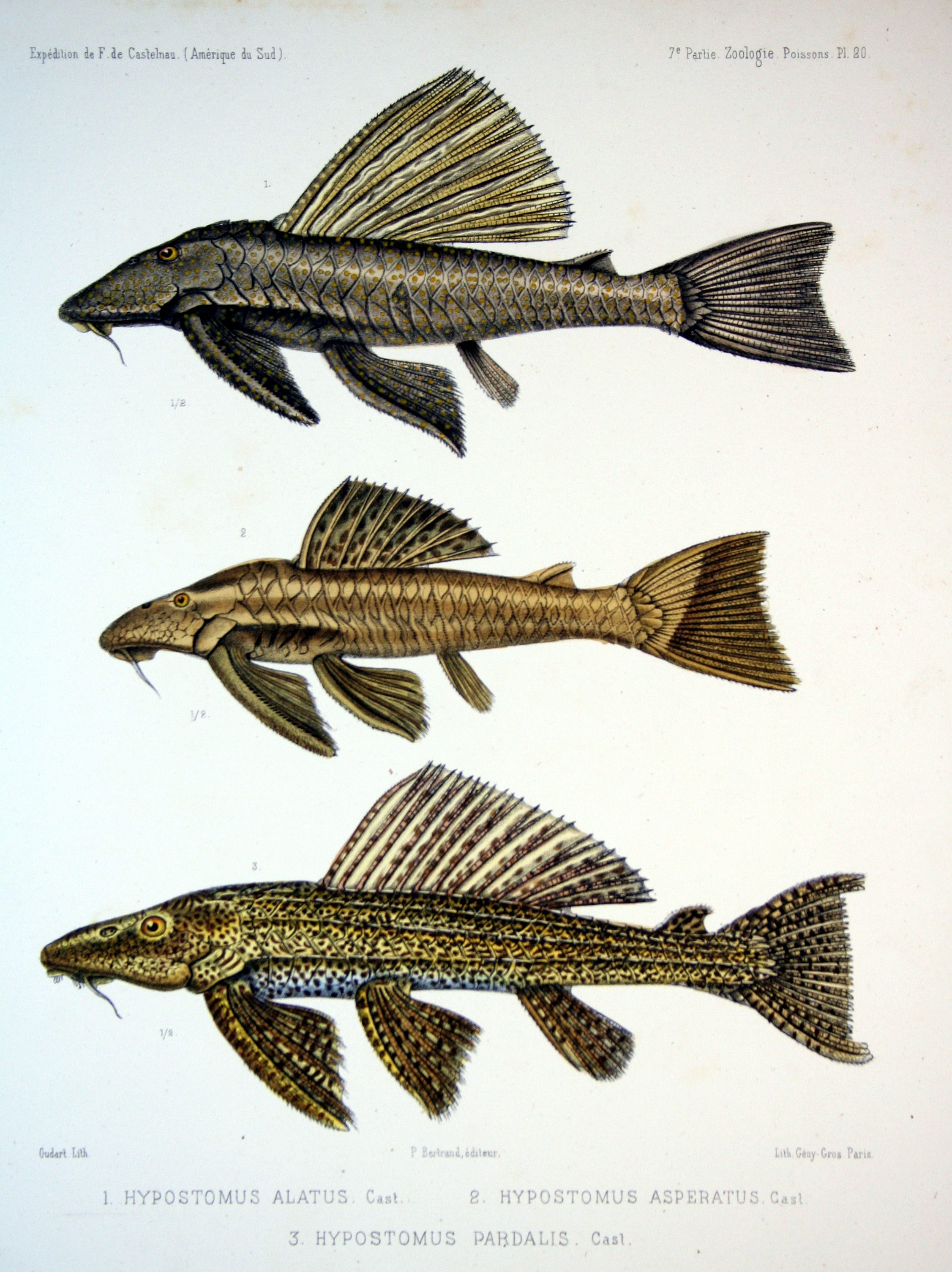
Hypostomus alatus, Hypostomus asperatus i Hypostomus pardalis.

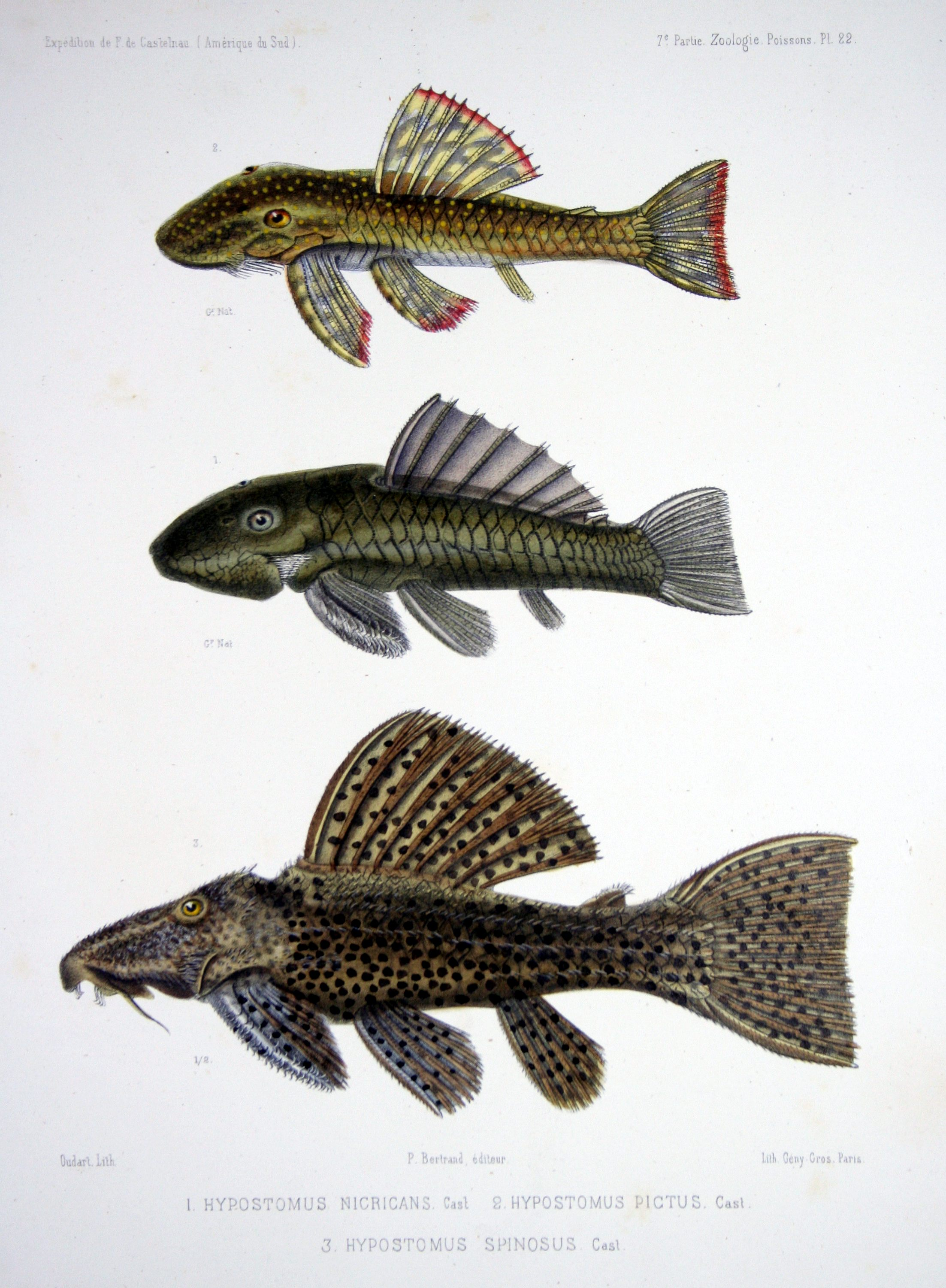
Hypostomus nicricans, Hypostomus pictus i Hypostomus spinosus.

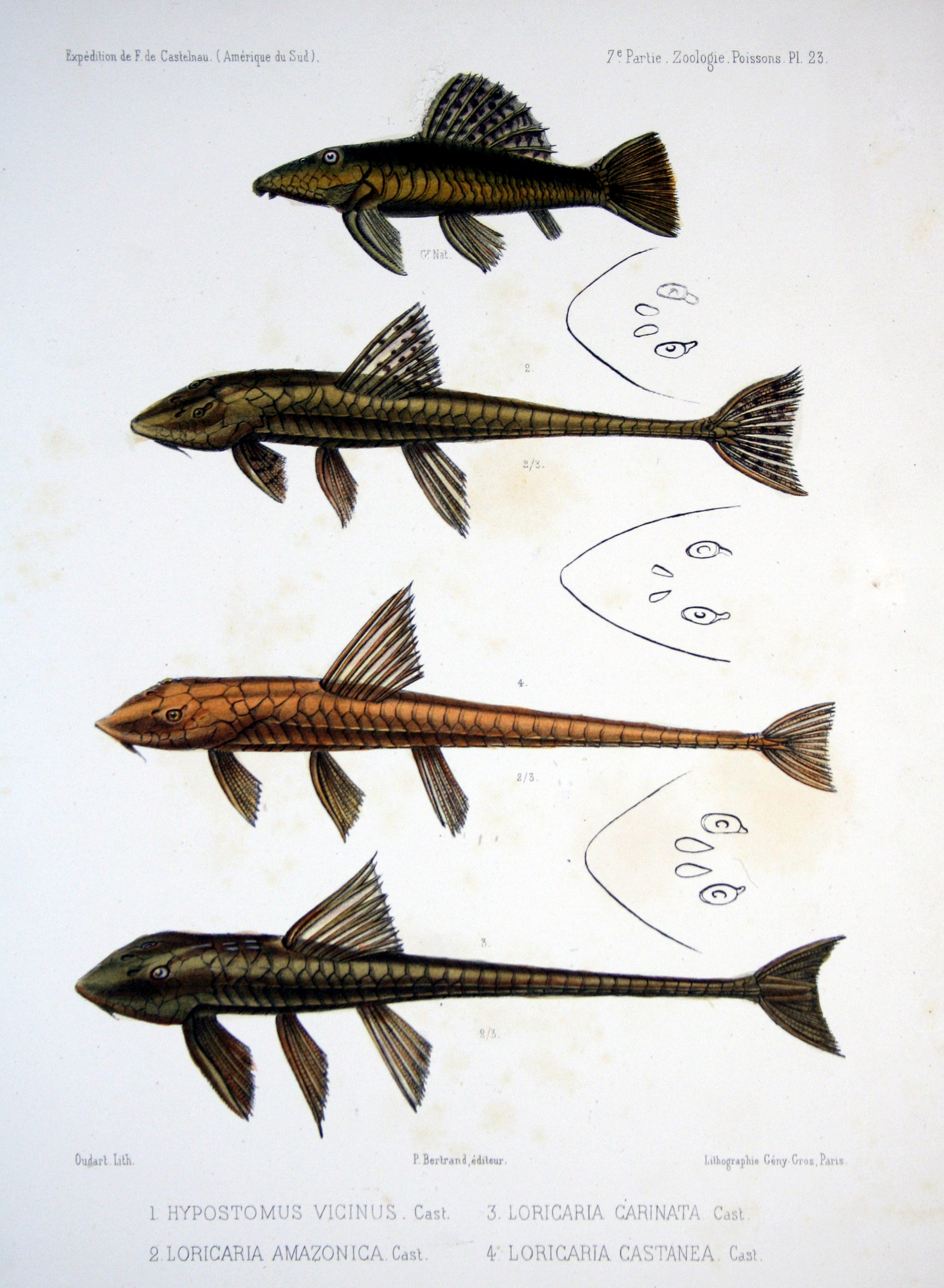
Hypostomus vicinus, Loricaria amazonica, Loricaria carinata i Loricaria castanea.

Hypostomus és un gènere de peixos de la família dels loricàrids i de l'ordre dels siluriformes.

## Distribució geogràfica
Es troba en hàbitats d'aigua dolça de Sud-amèrica.

## Taxonomia
- Hypostomus affinis (Steindachner, 1877)[3]
- Hypostomus agna (Miranda-Ribeiro, 1953)[4]
- Hypostomus alatus (Castelnau, 1855)[5]
- Hypostomus albopunctatus (Regan, 1908)[6]
- Hypostomus ammophilus (Armbruster & Page, 1996)[7]
- Hypostomus ancistroides (Ihering, 1911)[8]
- Hypostomus angipinnatus (Leege, 1922)
- Hypostomus annae (Steindachner, 1881)
- Hypostomus argus (Fowler, 1943)
- Hypostomus asperatus (Castelnau, 1855)
- Hypostomus aspilogaster (Cope, 1894)
- Hypostomus atropinnis (Eigenmann & Eigenmann, 1890)
- Hypostomus auroguttatus (Kner, 1854)
- Hypostomus biseriatus (Cope, 1872)
- Hypostomus bolivianus (Pearson, 1924)
- Hypostomus borellii (Boulenger, 1897)
- Hypostomus boulengeri (Eigenmann & Kennedy, 1903)[9]
- Hypostomus brevicauda (Günther, 1864)
- Hypostomus brevis (Nichols, 1919)
- Hypostomus butantanis (Ihering, 1911)
- Hypostomus carinatus (Steindachner, 1881)
- Hypostomus carvalhoi (Miranda-Ribeiro, 1937)
- Hypostomus chrysostiktos (Birindelli, Zanata & Lima, 2007)[10]
- Hypostomus cochliodon (Kner, 1854)[11]
- Hypostomus commersoni (Valenciennes, 1836)
- Hypostomus coppenamensis (Boeseman, 1969)
- Hypostomus corantijni (Boeseman, 1968)
- Hypostomus cordovae (Günther, 1880)
- Hypostomus crassicauda (Boeseman, 1968)
- Hypostomus denticulatus (Zawadzki, Weber & Pavanelli, 2008)
- Hypostomus derbyi (Haseman, 1911)
- Hypostomus dlouhyi (Weber, 1985)[12]
- Hypostomus eptingi (Fowler, 1941)
- Hypostomus ericae (Carvalho & Weber, 2004)
- Hypostomus ericius (Armbruster, 2003)
- Hypostomus faveolus (Zawadzki, Birindelli & Lima, 2008)
- Hypostomus fluviatilis (Schubart, 1964)
- Hypostomus fonchii (Weber & Montoya-Burgos, 2002)[13]
- Hypostomus francisci (Lütken, 1874)
- Hypostomus garmani (Regan, 1904)
- Hypostomus gomesi (Fowler, 1942)
- Hypostomus goyazensis (Regan, 1908)
- Hypostomus gymnorhynchus (Norman, 1926)
- Hypostomus hemicochliodon (Armbruster, 2003)
- Hypostomus hemiurus (Eigenmann, 1912)
- Hypostomus heraldoi (Zawadzki, Weber & Pavanelli, 2008)
- Hypostomus hermanni (Ihering, 1905)
- Hypostomus hondae (Regan, 1912)
- Hypostomus hoplonites (Rapp Py-Daniel, 1988)[14]
- Hypostomus horridus (Kner, 1854)
- Hypostomus iheringii (Regan, 1908)
- Hypostomus interruptus (Miranda-Ribeiro, 1918)
- Hypostomus isbrueckeri (Reis, Weber & Malabarba, 1990)
- Hypostomus jaguribensis (Fowler, 1915)
- Hypostomus johnii (Steindachner, 1877)
- Hypostomus laplatae (Eigenmann, 1907)
- Hypostomus latifrons (Weber, 1986)
- Hypostomus latirostris (Regan, 1904)
- Hypostomus levis (Pearson, 1924)
- Hypostomus lexi (Ihering, 1911)
- Hypostomus lima (Lütken, 1874)
- Hypostomus longiradiatus (Holly, 1929)
- Hypostomus luetkeni (Steindachner, 1877)
- Hypostomus luteomaculatus (Devincenzi, 1942)
- Hypostomus luteus (Godoy, 1980)
- Hypostomus macrophthalmus (Boeseman, 1968)
- Hypostomus macrops (Eigenmann & Eigenmann, 1888)
- Hypostomus macushi (Armbruster & de Souza, 2005)[15]
- Hypostomus margaritifer (Regan, 1908)
- Hypostomus meleagris (Marini, Nichols & La Monte, 1933)
- Hypostomus micromaculatus (Boeseman, 1968)
- Hypostomus microstomus (Weber, 1987)[16]
- Hypostomus multidens (Jerep, Shibatta & Zawadzki, 2007)
- Hypostomus mutucae (Knaack, 1999)
- Hypostomus myersi (Gosline, 1947)
- Hypostomus nematopterus (Isbrücker & Nijssen, 1984)[17]
- Hypostomus niceforoi (Fowler, 1943)
- Hypostomus nickeriensis (Boeseman, 1969)
- Hypostomus niger (Marini, Nichols & La Monte, 1933)
- Hypostomus nigromaculatus (Schubart, 1964)
- Hypostomus nudiventris (Fowler, 1941)
- Hypostomus obtusirostris (Steindachner, 1907)
- Hypostomus occidentalis (Boeseman, 1968)
- Hypostomus oculeus (Fowler, 1943)
- Hypostomus pagei (Armbruster, 2003)
- Hypostomus panamensis (Eigenmann, 1922)
- Hypostomus pantherinus (Kner, 1854)
- Hypostomus papariae (Fowler, 1941)
- Hypostomus paranensis (Weyenbergh, 1877)
- Hypostomus paucimaculatus (Boeseman, 1968)
- Hypostomus paucipunctatus (Carvalho & Weber, 2004)
- Hypostomus paulinus (Ihering, 1905)
- Hypostomus phrixosoma (Fowler, 1940)
- Hypostomus piratatu (Weber, 1986)
- Hypostomus plecostomoides (Eigenmann, 1922)
- Hypostomus plecostomus (Linnaeus, 1758)
- Hypostomus pospisili (Schultz, 1944)
- Hypostomus pseudohemiurus (Boeseman, 1968)
- Hypostomus punctatus (Valenciennes, 1840)
- Hypostomus pusarum (Starks, 1913)
- Hypostomus pyrineusi (Miranda-Ribeiro, 1920)
- Hypostomus regani (Ihering, 1905)
- Hypostomus rhantos (Armbruster, Tansey & Lujan, 2007)[18]
- Hypostomus robinii (Valenciennes, 1840)
- Hypostomus rondoni (Miranda-Ribeiro, 1912)
- Hypostomus roseopunctatus (Reis, Weber & Malabarba, 1990)
- Hypostomus saramaccensis (Boeseman, 1968)
- Hypostomus scabriceps (Eigenmann & Eigenmann, 1888)
- Hypostomus scaphyceps (Nichols, 1919)
- Hypostomus scopularius (Cope, 1871)
- Hypostomus sculpodon (Armbruster, 2003)
- Hypostomus seminudus (Eigenmann & Eigenmann, 1888)
- Hypostomus simios (Carvalho & Weber, 2004)
- Hypostomus sipaliwinii (Boeseman, 1968)
- Hypostomus soniae (Carvalho & Weber, 2004)
- Hypostomus spinosissimus (Steindachner, 1880)
- Hypostomus squalinus (Jardine, 1841)
- Hypostomus strigaticeps (Regan, 1908)
- Hypostomus subcarinatus (Castelnau, 1855)
- Hypostomus surinamensis (Boeseman, 1968)
- Hypostomus tapanahoniensis (Boeseman, 1969)
- Hypostomus taphorni (Lilyestrom, 1984)
- Hypostomus tapijara (Oyakawa, Akama & Zanata, 2005)
- Hypostomus tenuicauda (Steindachner, 1878)
- Hypostomus tenuis (Boeseman, 1968)
- Hypostomus ternetzi (Boulenger, 1895)
- Hypostomus tietensis (Ihering, 1905)
- Hypostomus topavae (Godoy, 1969)
- Hypostomus unae (Steindachner, 1878)
- Hypostomus unicolor (Steindachner, 1908)
- Hypostomus uruguayensis (Reis, Weber & Malabarba, 1990)
- Hypostomus vaillanti (Steindachner, 1877)
- Hypostomus variipictus (Ihering, 1911)
- Hypostomus varimaculosus (Fowler, 1945)
- Hypostomus variostictus (Miranda-Ribeiro, 1912)
- Hypostomus ventromaculatus (Boeseman, 1968)
- Hypostomus vermicularis (Eigenmann & Eigenmann, 1888)
- Hypostomus verres (Valenciennes, 1840)
- Hypostomus villarsi (Lütken, 1874)
- Hypostomus virescens (Cope, 1874)
- Hypostomus waiampi (Carvalho & Weber, 2004)
- Hypostomus watwata (Hancock, 1828)
- Hypostomus winzi (Fowler, 1945)
- Hypostomus wuchereri (Günther, 1864)[19][20][21][22][23][24]